# Granice (Mazovie)
Granice [ɡraˈnit͡sɛ] est un village polonais de la gmina de Teresin dans le powiat de Sochaczew et dans la voïvodie de Mazovie.